# Quatre grands onciaux

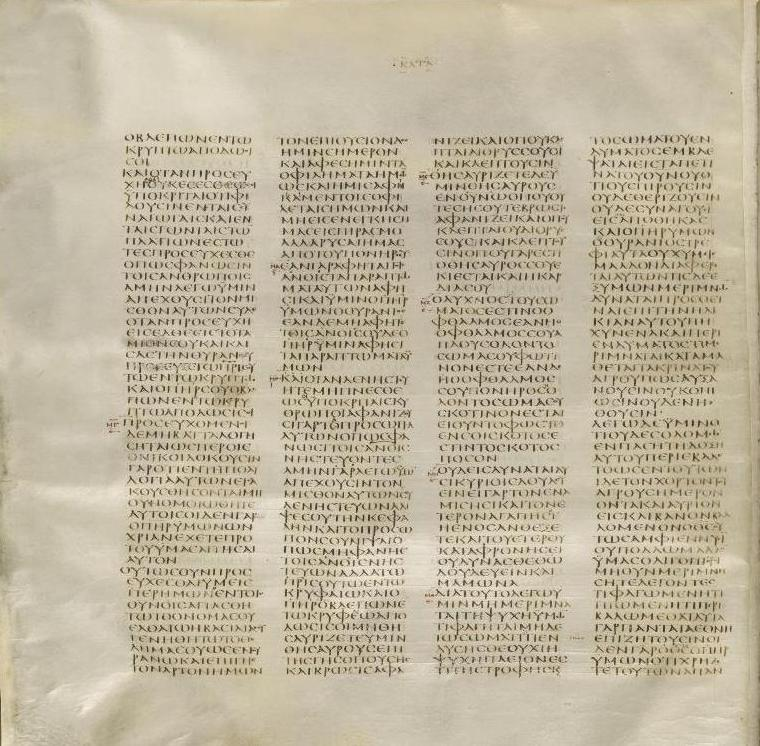
Page du Codex Sinaiticus avec le texte de Matthieu 6: 4–32

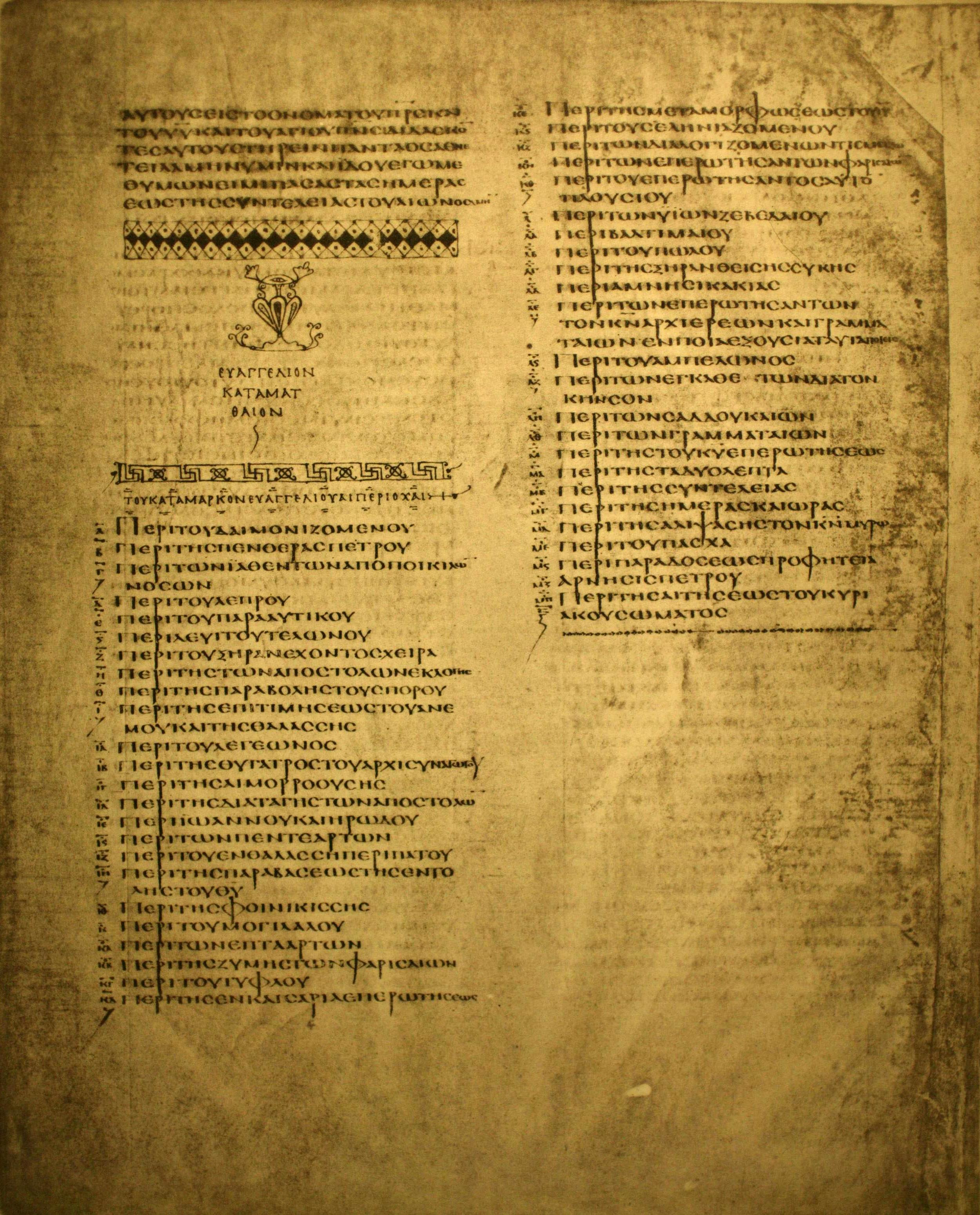
Alexandrin - Table de κεφάλαια (table des matières) à l' Évangile de Marc

Les quatre grands onciaux sont les seuls codex onciaux survivant et qui contiennent (ou contenaient à l' origine), le texte intégral de la  Bible grecque ( Ancien et Nouveau Testament ).

## Description
Seuls quatre grands codex ont survécu jusqu'à nos jours: le Codex Vaticanus (abrégé: B), le Codex Sinaiticus (א), le Codex Alexandrinus (A) et le Codex Ephraemi Rescriptus (C). Bien que découverts à des moments et à des endroits différents, ils partagent de nombreuses similitudes. Ils sont écrits dans un certain style de calligraphie oncial en utilisant uniquement des lettres majuscules, écrites en scriptio continua (c'est-à-dire sans intervalles réguliers entre les mots). Il s'y trouve très peu de divisions entre les mots dans ces manuscrits. Les mots ne se terminent pas nécessairement sur la même ligne où ils commencent. Tous ces manuscrits ont été faits à grands frais et écrits sur du vélin par des scribes professionnels. Ils semblent avoir été basés sur les textes les plus précis de leur temps.[réf. nécessaire]
Tous les grands onciaux avaient les feuilles disposées en quarto. La taille des feuilles est beaucoup plus grande que dans les codex de papyrus,:
- Codex Vaticanus - 27 x 27 cm ; c. 325–350
- Codex Sinaiticus - 38,1 x 34,5  cm; écrit c. 330–360
- Codex Alexandrinus - 32 x 26 cm ; c. 400–440
- Codex Ephraemi - 33 x 27 cm ; c. 450

Le Codex Vaticanus utilise le plus ancien système de division textuelle des Évangiles. Sinaiticus, Alexandrinus et Ephraemi ont les sections ammoniennes avec des références au canon eusébien . Le Codex Alexandrinus et Ephraemi Rescriptus utilisent également une division selon des sections plus grandes - κεφάλαια (kephalaia, chapitres ). Le Codex Alexandrin est le premier manuscrit qui utilise la κεφάλαια. Le Vaticanus a un style d'écriture plus archaïque que les autres manuscrits. Il n'y a pas d'ornementation ou de lettres initiales plus grandes dans Vaticanus et Sinaiticus, mais il y en a dans le Codex Alexandrin. Le Vaticanus n'a aucune introduction au Livre des Psaumes, qui est devenu un standard après 325 apr. J.-C., contrairement à Sinaiticus et Alexandrinus. Les ordres de leurs livres diffèrent.
Au XIXe siècle, le Codex Bezae a également été inclus dans le groupe des grands onciaux (FHA Scrivener, Burgon).
Alexandrin fut le premier des plus grands manuscrits à être rendu accessible aux savants. Ephraemi Rescriptus, un parchemin utilisé à plusieurs reprises, a été déchiffré par Tischendorf en 1840–1841 et publié par lui en 1843–1845. Le Codex Ephraemi a été le membre négligé de la famille des grands onciaux.
Le Codex Sinaiticus a été découvert par Tischendorf en 1844 lors de sa visite au monastère de Sainte Catherine dans le Sinaï . Le texte du codex a été publié en 1862. Le Codex Vaticanus a été hébergé à la Bibliothèque du Vatican au moins depuis le XVe siècle, mais il est devenu largement disponible après qu'un fac-similé photographique du manuscrit entier qui a été publié en 3 volumes par Giuseppe Cozza-Luzi en 1889–1890).
On a émis l'hypothèse que le Codex Sinaiticus et le Codex Vaticanus faisaient partie d'un projet commandé par l'empereur Constantin le Grand pour produire 50 exemplaires de la Bible .

## Les références
1. ↑  Edward Ardron Hutton and Francis Crawford Burkitt, An atlas of textual criticism: being an attempt to show the mutual relationship of the authorities for the text of the New Testament up to about 1000 A.D., University Press, 1911.
2. ↑  « Paleography Greek Writing » [archive du 2 août 2017] (consulté le 8 août 2011)
3. ↑  B. L. Ullman, Ancient Writing and Its Influence (1932)
4. ↑  Falconer Madan, Books in Manuscript: a Short Introduction to their Study and Use. With a Chapter on Records, London 1898, p. 73.
5. ↑  C. H. Roberts, and T. C. Skeat, The Birth of the Codex, Oxford University Press, New York – Cambridge 1983.
6. ↑  D. C. Parker, New Testament Manuscripts and Their Texts, Cambridge University Press 2008, p. 71.
7. ↑  Greg Goswell, Early Readers of the Gospels: The Kephalaia and Titloi of Codex Alexandrinus, JGRChJ 66 (2009), p. 139.
8. ↑  Barry Setterfield, The Alexandrian Septuagint History, March 2010.
9. ↑  Daniel B. Wallace, ‘‘Greek Grammar Beyond the Basics: An Exegetical Syntax of the New Testament’’, p. 455.
10. ↑  Frederick G. Kenyon, Our Bible and the Ancient Manuscripts, London, 4th, 1939 (lire en ligne), p. 132
11. ↑  C. v. Tischendorf, Codex Ephraemi Syri rescriptus, sive Fragmenta Novi Testamenti, Lipsiae 1843–1845.
12. ↑  Robert W. Lyon, New Testament Studies, V (1958–9), pp. 266–272.
13. ↑  Constantin von Tischendorf: Bibliorum codex Sinaiticus Petropolitanus. Giesecke & Devrient, Leipzig 1862.
14. ↑  Eberhard Nestle and William Edie, "Introduction to the Textual Criticism of the Greek New Testament", London, Edinburg, Oxford, New York, 1901, p. 60.
15. ↑  Bruce M. Metzger et Bart D. Ehrman, The Text of the New Testament: Its Transmission, Corruption, and Restoration, New York – Oxford, Oxford University Press, 2005, 15–16 p.